# José Peris y Valero

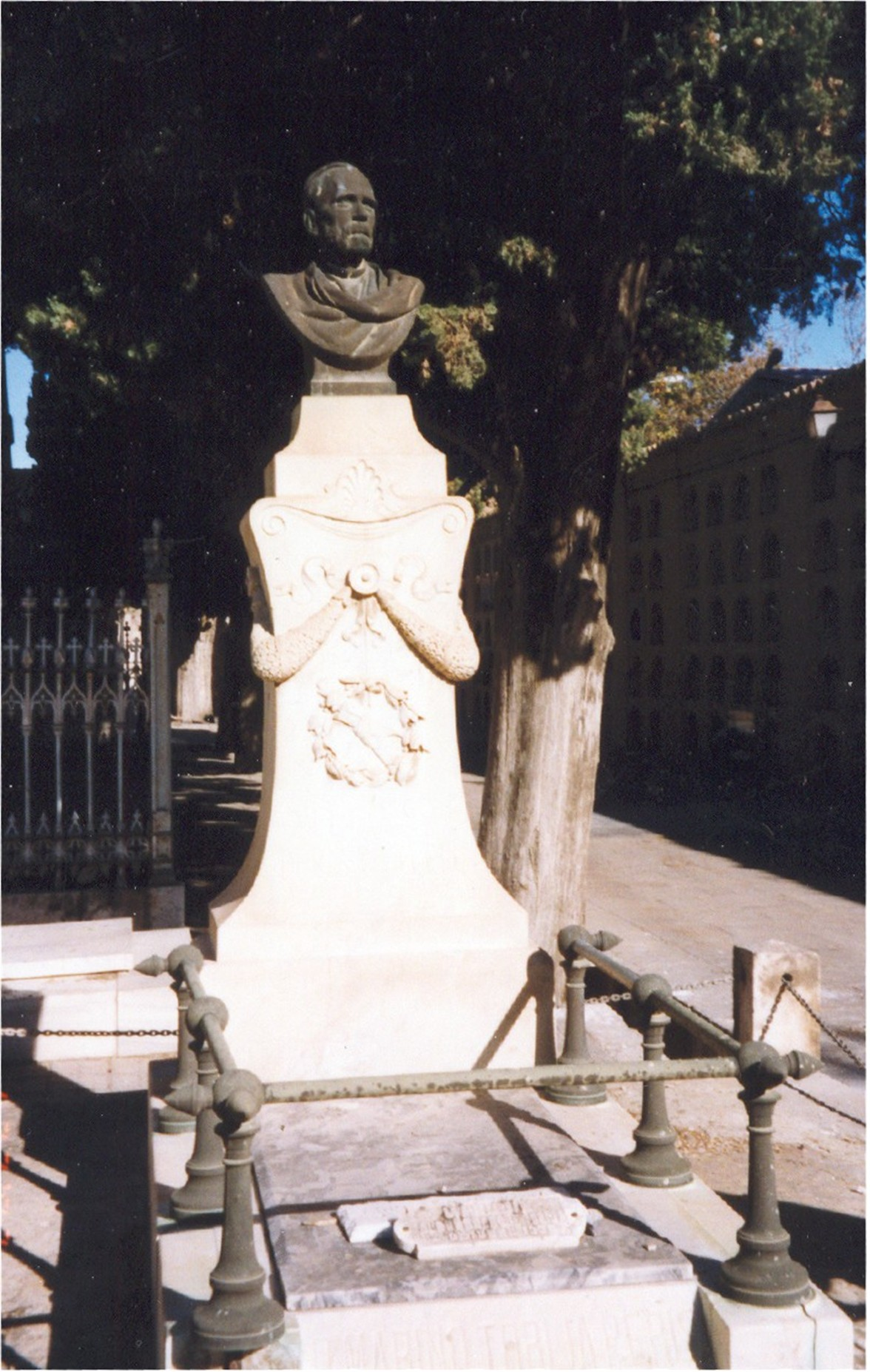
Panteón de Peris y Valero. Cementerio municipal de Valencia. El busto está fundido en bronce por Vicente Ríos y realizado el busto por el escultor valenciano Luis Gilabert Ponce.

José Peris y Valero (Valencia, 1821 - Valencia, 1877) fue un político y periodista liberal español. Su formación de jurista no impidió que realizara todo tipo de actividades y durante la primera guerra contra los carlistas formó parte de la milicia liberal (Milicia Nacional). En 1856 fue, durante un periodo breve de tiempo, alcalde del Ayuntamiento de Valencia. Políticamente fue un esparterista, y como periodista fue el director de los diarios  "El Justicia" y posteriormente "Los Dos Reinos" (1864-66 y 1868-70), que era el portavoz del Partido Progresista. Después de un exilio en Italia, fue el presidente de la Junta Revolucionaria de Valencia durante la Revolución de 1868, también conocida como La Gloriosa, para posteriormente pasar a ser gobernador civil (1868-70). Publicó El ultramontanismo y la guerra civil y Los Borbones.